# Marcel Pacaut
Marcel Pierre Pacaut, né à Lyon (6e arrond.) le 30 octobre 1920 et mort le 19 janvier 2002 à Caluire-et-Cuire, est un historien français qui fut spécialiste de l'histoire du christianisme, des institutions et du pouvoir au Moyen Âge.

## Biographie
Fils d'Édouard Pacaut, pharmacien, et d'Henriette Dumont. Après des études à l'institution Saint-Gildas de Charlieu, il fut agrégé d'histoire et docteur ès lettres (sa thèse, publiée en 1956, fut consacrée au pape Alexandre III).
Il fut professeur titulaire de la chaire d'histoire du Moyen Âge à l'université Lumière-Lyon-II (poste qu'il occupa de 1956 à 1989). Marcel Pacaut fut également président honoraire de la Commission internationale d'histoire ecclésiastique comparée. Il fut de plus Directeur de l'Institut d’Études Politiques de Lyon de 1960 à 1981.
Auteur d'une vingtaine d'ouvrages consacrés au Moyen Âge et parus pour la plupart aux Éditions Fayard, il fut l'un des promoteurs du renouvellement de l'histoire religieuse en liaison avec l'histoire sociale et des mentalités.
Marcel Pacaut était chevalier de la Légion d'honneur et chevalier de l'ordre national du Mérite. Il était titulaire de la croix du combattant volontaire de la Résistance, il était aussi commandeur des Palmes académiques.

## Publications (sélection)
- Les Institutions religieuses (1951) ;
- L'Iconographie chrétienne (1952) ;
- Alexandre III : étude sur la conception du pouvoir pontifical dans sa pensée et dans son œuvre (thèse, 1956) ;
- Louis VII et les élections épiscopales (1957) ;

- Prix Gobert 1958 de l’Académie des inscriptions et belles-lettres
- La Théocratie : l'Église et le pouvoir au Moyen Âge (1957) ;
- Louis VII et son royaume (1964) ;
- Frédéric Barberousse (couronné par le prix Broquette-Gonin de l'Académie française, 1968, réédité en 1991) ;
- Ordres monastiques et ordres religieux au Moyen Âge (1970) ;
- Histoire de la papauté (1976) ;
- Histoire générale de l’Europe (tome I, 1980) ;
- Louhans des origines à nos jours (1984) ;
- Doctrines politiques et structures ecclésiastiques dans l'occident médiéval (1985) ;
- L'Ordre de Cluny (1986, prix Lamartine) ;
- Les Moines blancs, histoire de l'ordre de Citeaux (1993) ;
- Guide du Lyon Médiéval (2000)  (ISBN 9782841470792).

## Sources
« Hommage à Marcel Pacaut », revue Images de Saône-et-Loire no 131 (septembre 2002), p. 17.
- Jean-Pierre Gutton, "PACAUT Marcel", in Dominique Saint-Pierre (dir.), Dictionnaire historique des académiciens de Lyon 1700-2016, Lyon : Éditions de l'Académie (4, rue Adolphe Max, 69005 Lyon), 2017, p. 969.